# Maria Lorenza Longo
Maria Llorença Requenses Llong, italianizzata in Maria Lorenza Longo e, talora, Maria Laurenza Longa (Lleida, 1463 – Napoli, 21 dicembre 1539), fu una religiosa di origine catalana, fondatrice a Napoli dell'ordine delle clarisse cappuccine.
Il 9 ottobre 2021 è stata proclamata beata.

## Biografia
Nata presumibilmente nel 1463 a Lleida, centro della Catalogna nell'allora regno d'Aragona, in un ramo cadetto della famiglia nobile dei Requenses, sposò nel 1483 Joan Llonc, vice-reggente della cancelleria di Ferdinando II d'Aragona; nel 1506, con tre figli, seguì il marito a Napoli.
Rimase vedova tra il 1509 e il 1510.
Affetta sin dalla giovinezza da una forma di artrite reumatoide, causatale dall'avvelenamento da parte di una sua domestica, che le impediva l'uso delle mani e dei piedi, nel 1510 si recò in pellegrinaggio alla Santa Casa di Loreto per impetrare una grazia.
Dopo la guarigione entrò nel terz'ordine francescano assumendo il nome di Maria Lorenza.

### L'ospedale degli Incurabili di Napoli

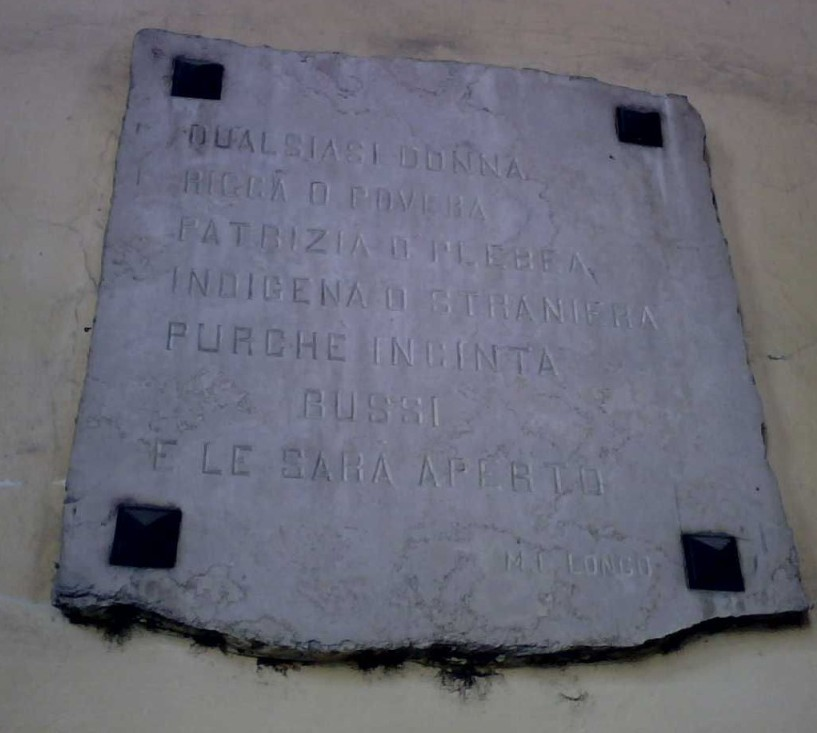
Targa di Longo all'Ospedale degli Incurabili di Napoli

Dopo essere tornata a Napoli, insieme al suo lavoro di tutrice e governante della contessa di Avellino Maria de Cardona iniziò a prestare servizio presso l'ospedale di San Nicola al Molo presso il Castel Novo, ma poi decise di fondarne uno nuovo per soddisfare le richieste dei sempre più numerosi infermi.
Grazie al sostegno dei suoi amici e all'ispirazione di Ettore Vernazza, notaio genovese, fondò l'ospedale di Santa Maria del Popolo degli Incurabili presso porta San Gennaro, inaugurato il 23 marzo 1522: per intercessione dell'allora vescovo di Chieti Gian Pietro Carafa (futuro Paolo IV) l'ospedale ottenne numerosi privilegi da Leone X e Adriano VI; i suoi statuti furono approvati da Clemente VII con la bolla pontificia Ex supernae dispositionis dell'11 dicembre 1523.
Longo fu governatrice dell'ospedale per dieci anni.

### La fondazione delle cappuccine

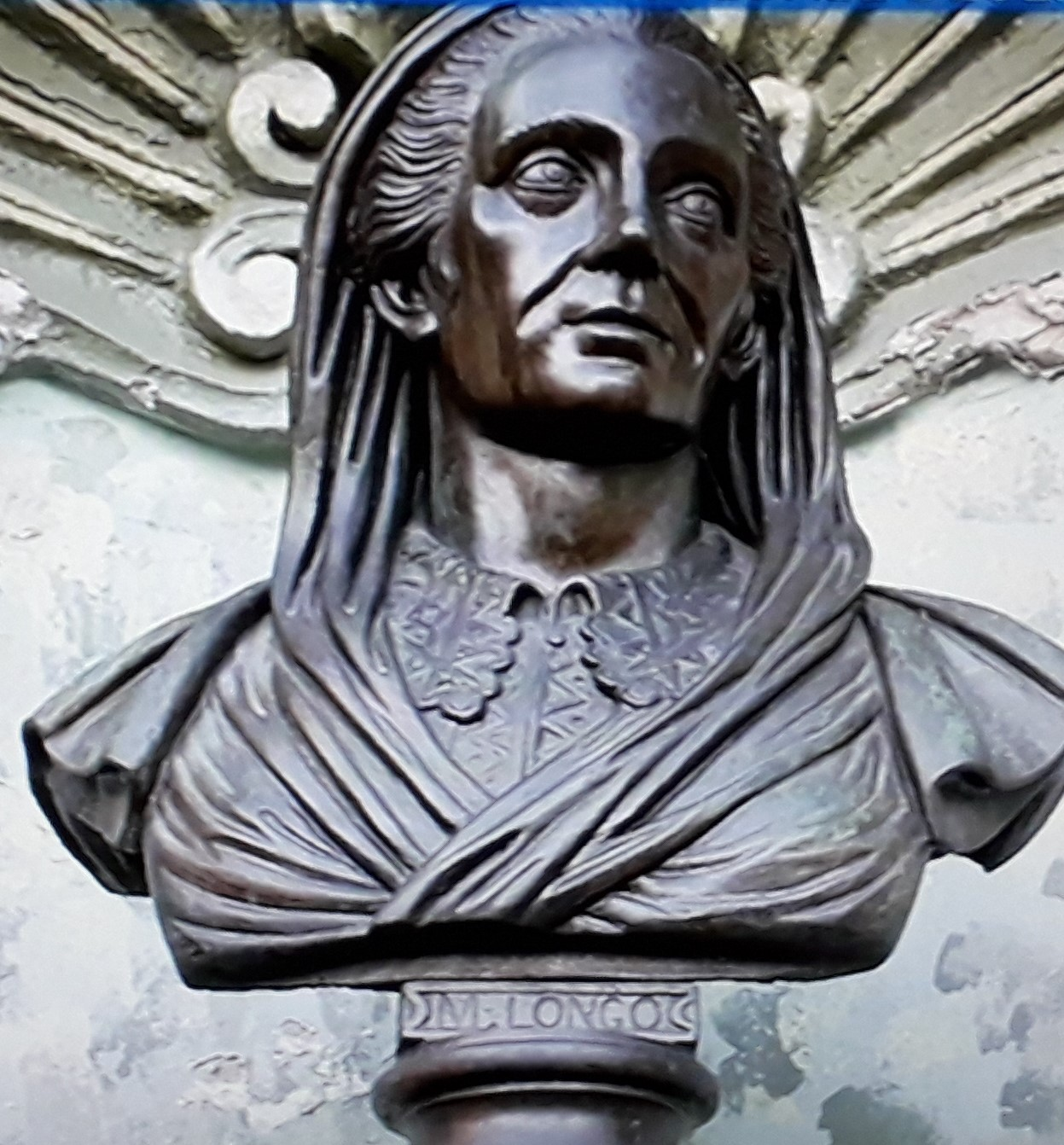
Maria Lorenza Longo

Nel 1533, dopo l'arrivo dei chierici regolari teatini a Napoli, Longo scelse quale confessore Gaetano Thiene, grazie al quale maturò l'idea di abbandonare la direzione dell'ospedale per fondare un monastero di vita contemplativa: il 19 febbraio 1535, con la bolla Debitum Pastoralis Officii, ottenne da Paolo III il consenso alla fondazione di un nuovo monastero sottoposto alla regola di santa Chiara.
Il monastero, detto "di Santa Maria in Gerusalemme", ebbe la sua prima sede in alcuni locali annessi all'Ospedale degli Incurabili. I padri teatini assunsero la direzione spirituale delle religiose.
Il 30 aprile 1536, con la bolla Alias nos, il pontefice concesse a Longo di elevare il numero delle monache a trentatré, in omaggio agli anni di vita terrena di Gesù.
Nel 1538 le monache lasciarono la loro sede originaria per la chiesa di Santa Maria della Stalletta, trasformata nel protomonastero di Santa Maria in Gerusalemme: la direzione delle monache passò ai frati cappuccini, adottandone alcune costumanze insieme alla I regola di santa Chiara e le costituzione di santa Coletta di Corbie.
Il legame tra le monache e i cappuccini fu definitivamente sancito col motu proprio di Paolo III Cum Monasterium del 10 dicembre 1538.
In altri locali messi a disposizione da Maria Ajerba, duchessa di Termoli, furono accolte alcune prostitute che presso l'ospedale erano guarite dalla sifilide e si erano convertite.
Per questo, con un decreto della Penitenzieria apostolica, nel 1537 fu fondato il monastero "delle Pentite" diretto dalla stessa Maria Ajerbo.
Maria Lorenza Longo, dopo un collasso, nel 1539 abbandonò la carica di abbadessa che ricopriva dalla fondazione.
Morì il 21 dicembre dello stesso anno (altre fonti citano il 1542) dopo aver nominato Vittoria D'Afflitto a succederle.

## Il processo di beatificazione
Il 9 ottobre 2017 papa Francesco autorizzò la promulgazione del decreto di riconoscimento delle virtù eroiche di Lorenza Longo.
Il 10 ottobre 2019 la consulta medica espresse parere positivo sulla positio Super miro, che il 18 febbraio 2020 ricevette parere favorevole unanime anche dalla consulta teologica.
Il 9 ottobre 2021 è stata proclamata beata nella cattedrale di Napoli, durante una celebrazione eucaristica presieduta dal cardinale Marcello Semeraro, prefetto della Congregazione delle cause dei santi.
. La memoria liturgica ricorre il 21 ottobre.
Il suo reliquiario comprende un frammento di osso del cranio.

## Cultura di massa
Mattia Bellintani, monaco originario di Salò (1535-1611) ne raccontò così gli ultimi momenti di vita: 
(Mattia Bellintani)

## Letteratura sull'argomento
- Monica Filippone, Maria Lorenza Longo: una vita donata, in Italia francescana, XCI, n. 1, Roma, Conferenza Italiana Ministri Provinciali Cappuccini, 2016,  pp. 273-321, ISSN 0391-7509 (WC · ACNP).
- Monica Filippone, La nascita delle Clarisse Cappuccine. Maria Lorenza Longo, in Storia della spiritualità francescana. Secoli XIII-XVI, vol. 1, Bologna, Dehoniane, 2017, ISBN 88-10-54159-6.